# Chích bông ngực vàng
Chích bông ngực vàng (danh pháp hai phần: Orthotomus samarensis) là một loài chim chi Chích bông trong họ Chiền chiện. Nó được tìm thấy ở Philippines. Môi trường sống tự nhiên của nó là rừng đất thấp ẩm cận nhiệt đới hoặc nhiệt đới. Nó đang bị đe dọa do mất nơi sống.